# Nu Aurigae
Désignations
Nu Aurigae (ν Aur, ν Aurigae) est une étoile de la constellation boréale du Cocher. Elle est visible à l'œil nu avec une magnitude apparente visuelle de 3,96 et est située à environ 220 années-lumière de la Terre.

## Propriétés
Nu Aurigae est une étoile géante évoluée de type spectral G9.5 III, âgée de 1,11 milliard d'années. C'est une étoile du red clump, ce qui indique qu'elle tire son énergie de la fusion de l'hélium dans son cœur. Sa masse est 2,12 fois supérieure à celle du Soleil. Son enveloppe externe s'est étendue jusqu'à atteindre 19 fois le rayon du Soleil et s'est refroidie à 4 571 K, lui donnant la couleur jaune caractéristique d'une étoile de type G. Elle brille 135 fois plus que le Soleil.
C'est une binaire astrométrique avec une compagne naine blanche suspectée. Elle possède une compagne visuelle, qui est une étoile de 11e magnitude. En date de 2012, était distante de 55,9 secondes d'arc et localisée à un angle de position de 206°. Elle apparaît être une compagne purement optique.